# Karnataka (deelstaat)
Karnataka (Kannada: ಕನಾ೯ಟಕ) is een deelstaat van India. De staat ligt in het zuidelijke deel van het land en had volgens de census van 2011 ongeveer 61 miljoen inwoners. De hoofdstad van Karnataka is Bangalore.

## Geschiedenis
Vóór 1973 stond de staat bekend onder de naam staat Mysore, aangezien die uit het vroegere koninkrijk Mysore in 1950 werd gevormd en in 1956 werd vergroot om de Kannada-sprekende gebieden van naburige staten te omvatten.

## Geografie
De hoofdstad van Karnataka is Bangalore, de enige stad in de staat met een bevolking van meer dan 1 miljoen. Andere belangrijke steden in Karnataka zijn Mysore, Mangalore, Hubli-Dharwad, Bellary en Belgaum.
De staat beslaat ruwweg het zuidwestelijk deel van het Hoogland van Dekan en in het westen en zuiden van Karnataka liggen de West-Ghats. De westgrens van de staat wordt gevormd door de Arabische Zee en de kust is onderdeel van de historische regio Konkan. De belangrijkste rivieren zijn, van noord naar zuid: de Bhima, de Krishna, de Tungabhadra en de Kaveri.
Karnataka grenst aan zes andere Indiase deelstaten: Goa in het westen, Maharashtra in het noorden, Telangana in het noordoosten, Andhra Pradesh in het oosten, Tamil Nadu in het zuidoosten en Kerala in het zuidwesten.

## Bevolking
Sinds 2001 is Karnataka een van tien Indiase deelstaten met een bevolking groter dan 50 miljoen.

### Talen en etnische groepen
De enige officiële taal in Karnataka is het Dravidische Kannada. Deze taal wordt door 66,3% (2001) van de bevolking als moedertaal gesproken en meer mensen in Karnataka spreken het als tweede taal. De moedertaalsprekers van het Kannada zijn de Kannadiga, een Dravidisch volk.
De tweede taal in Karnataka is met 10,5% het Indo-Arische Urdu (moslims in o.a. Bangalore en de districten Dharwad en Gulbarga) en de derde taal is met 7,0% het Dravidische Telugu (Telugu in Bangalore en langs de grens met Andhra Pradesh). Andere talen zijn met 3,6% het Indo-Arische Marathi (taal) (Marathi in Belgaum en aangrenzende districten), met eveneens 3,6% het Dravidische Tamil (Tamils in vooral Bangalore), met 2,8% het eveneens Dravidische Tulu (Tuluva in het district Dakshina Kannada), met 2,6% het Indo-Arische Hindi (vooral in Bangalore), met 1,5% het eveneens Indo-Arische, maar wel door het Dravidische beïnvloede Konkani (Konkani in de kustdistricten) en met 0,3% het Dravidische Kodava Takk (Kodava in het district Kodagu).

### Religie
Tijdens de volkstelling van 2001 gaf 83,9% van de bevolking aan hindoe te zijn. Met 12,2% vormen moslims de grootste religieuze minderheid. Andere religieuze minderheden zijn christenen met 1,9%, jaïnisten met 0,8% en boeddhisten met 0,7%. De christenen wonen vooral in de kuststreek en de moslims in Bangalore en in het noorden.

## Bestuurlijke indeling

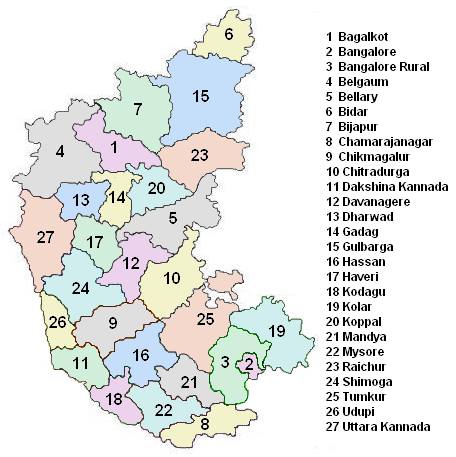
Districten van Karnataka

Karnataka is bestuurlijk onderverdeeld in 30 districten, die weer gegroepeerd zijn in vier divisies. Hieronder volgt een lijst van de huidige districten, gegroepeerd per divisie:
| - Bangalore - Bangalore Urban - Bangalore Rural - Chikkaballapur - Chitradurga - Davanagere - Kolar - Ramanagara - Shimoga - Tumkur |  | - Belgaum - Bagalkot - Belgaum - Bijapur - Dharwad - Gadag - Haveri - Uttara Kannada |  | - Gulbarga - Bellary - Bidar - Gulbarga - Koppal - Raichur - Yadgir |  | - Mysore - Chamarajanagar - Chikmagalur - Dakshina Kannada - Hassan - Kodagu - Mandya - Mysore - Udupi |

## Politiek en overheid

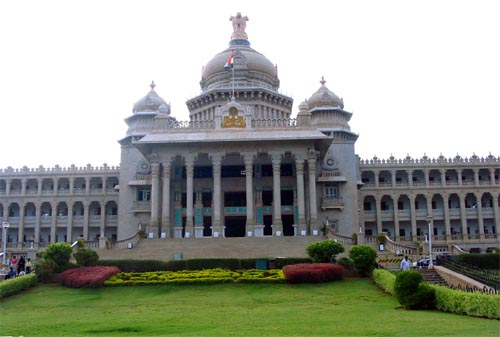
De Vidhana Soudha in Bangalore, het parlementsgebouw van Karnataka

Karnataka is een van de zes Indiase deelstaten waar het parlement een tweekamerstelsel hanteert, bestaande uit de Vidhan Sabha, die de taak van het lagerhuis vervult, en de Vidhan Parishad, die van het hogerhuis. De Vidhan Sabha telt 224 zetels, de Vidhan Parishad 75.
Karnataka werd tot 1983 onafgebroken geregeerd door de Congrespartij (INC). Daarna werd de macht echter veroverd door de Janata-partij, die deze tot 1989 behield. In de jaren negentig waren de Congrespartij en de Janata Dal de leidende partijen in de staat. Sinds 2004 wordt Karnataka op politiek gebied gedomineerd door drie partijen; naast de Congrespartij betreffen dit de Bharatiya Janata-partij (BJP) en in mindere mate ook de Janata Dal (Secular) (JD(S)), die in tegenstelling tot de nationale partijen hoofdzakelijk actief is in de lokale politiek.
De meest recente verkiezingen voor het parlement van Karnataka vonden plaats in mei 2018. De regerende Congrespartij wist hierbij haar overmacht, die zij sinds 2013 bezat, niet te behouden. De grootste partij werd de BJP, die 104 zetels in de wacht sleepte. Dit was echter niet genoeg voor een meerderheid en BJP-leider B. S. Yeddyurappa, die aangesteld was als chief minister, slaagde er niet in het vertrouwen van het parlement te verwerven. Na zijn aftreden smeedde de Congrespartij (80 zetels) een krappe meerderheidscoalitie met de JD(S) (37 zetels), hoewel deze partijen zich hier tijdens de verkiezingscampagne juist tegen uitgesproken hadden. H. D. Kumaraswamy, partijleider van de JD(S), werd de nieuwe chief minister. 
Bij de nationale Indiase parlementsverkiezingen in 2019 werd de BJP met overmacht opnieuw de populairste partij van Karnataka. De Congrespartij en de JD(S) leden beiden een vernietigende nederlaag, die een destabiliserend effect had op de zittende deelstaatregering. Uiteindelijk besloten verschillende partijleden het parlement te verlaten, waardoor de coalitie haar meerderheid verloor. Regeringsleider Kumaraswamy verloor vervolgens een vertrouwensstemming en nam ontslag, waarna oppositieleider Yeddyurappa door de gouverneur opnieuw tot chief minister werd benoemd. De vrijgekomen parlementszetels werden in december 2019 ingevuld door middel van een speciale verkiezing.
De zetelverdeling van het 224 zetels tellende parlement van Karnataka is sinds december 2019 als volgt:
| Partij                        | Zetels | Verschil met 2018 |
| ----------------------------- | ------ | ----------------- |
| Bharatiya Janata-partij (BJP) | 118    | +14               |
| Congrespartij (INC)           | 68     | -12               |
| Janata Dal (Secular) (JD(S))  | 34     | -3                |
| Onafhankelijke kandidaten     | 2      | +1                |
| Vacant                        | 2      |                   |

### Gouverneurs
De gouverneur is hoofd van de deelstaat en wordt voor een termijn van vijf jaar aangewezen door de president van India. De rol van de gouverneur is hoofdzakelijk ceremonieel en de echte uitvoerende macht ligt bij de ministerraad, met aan het hoofd de chief minister.